# Bibliothek der Technologischen Universität Kaunas
Die Bibliothek der Technologischen Universität Kaunas (lit. Kauno technologijos universiteto biblioteka) ist eine Universitätsbibliothek in der zweitgrößten litauischen Stadt Kaunas. Sie gehört zur Technischen Universität Kaunas (KTU). Sie ist Mitglied des Litauischen Verbands der wissenschaftlichen Bibliotheken (LMBA).

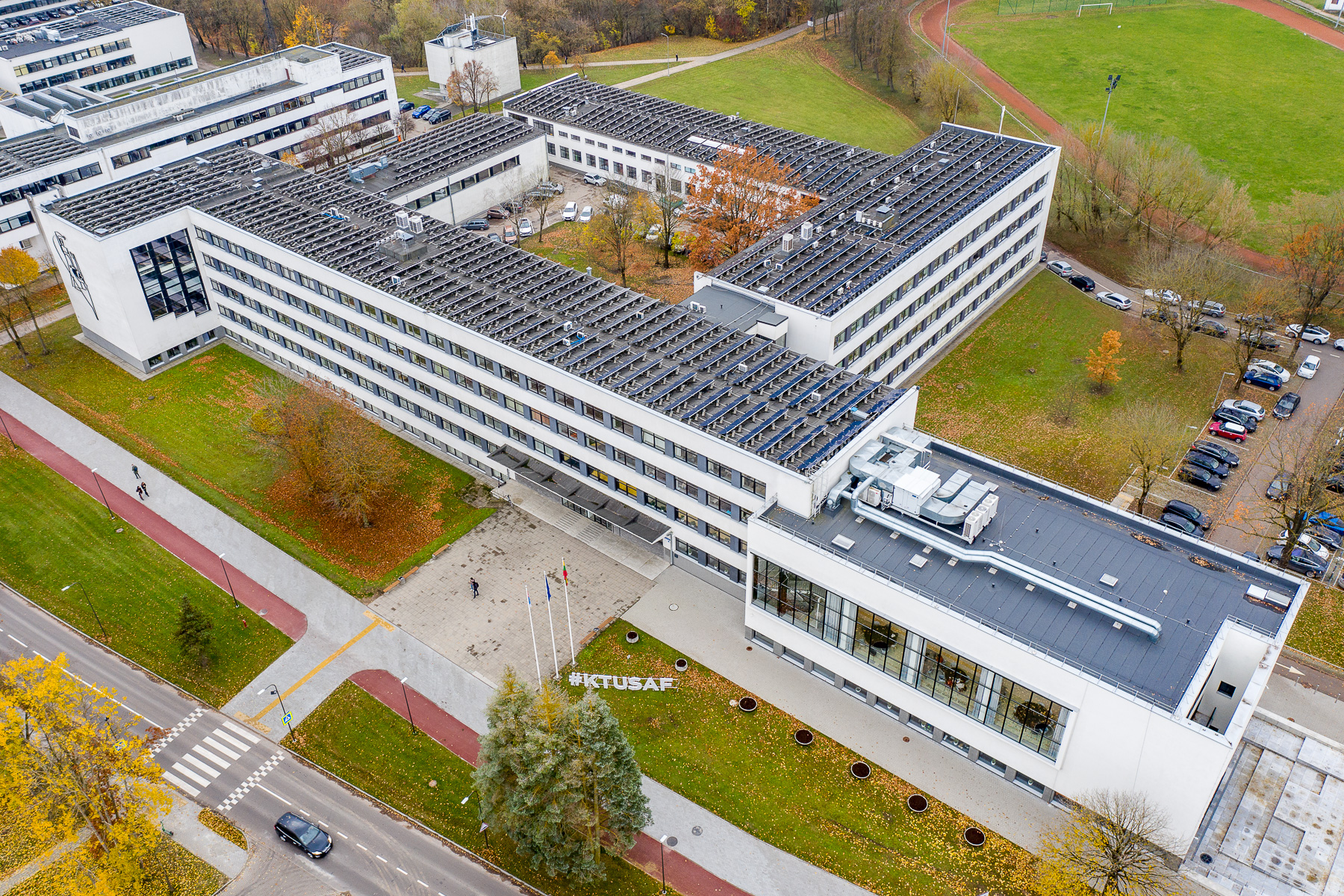
KTU-Bibliothek, Standort Studentų g.

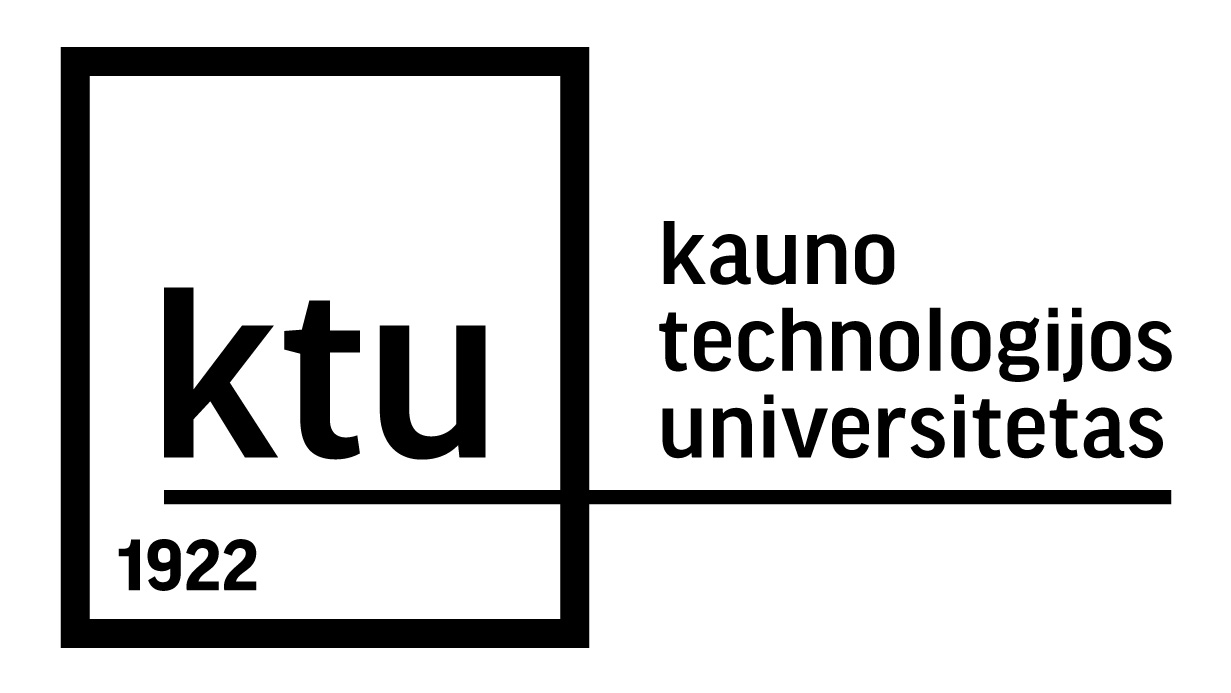
Logo der Technischen Universität Kaunas

## Namen
- 1950: Kauno politechnikos instituto biblioteka
- 1974: Kauno Antano Sniečkaus politechnikos instituto biblioteka
- 1989: Kauno politechnikos instituto biblioteka
- 1990: Kauno technologijos universiteto biblioteka

## Geschichte
Die Bibliothek wurde in Kaunas 1950 nach der Reorganisation der Staatlichen Universität von Kaunas (heute VDU) gegründet. Die Kaunasser Staatliche Universität wurde geteilt in Medizininstitut Kaunas und Polytechnisches Institut Kaunas (KPI).
1978  wurde die Abteilung für seltene Drucke gegründet. Von 2001 bis 2004 wurde der zweite Stock der Zentralbibliothek rekonstruiert und dort ein moderner Lesesaal eröffnet.